# Giovanni Ernesto Caporali
Giovanni Ernesto Caporali (Cremona, 6 luglio 1891 – 8 novembre 1961) è stato un sindacalista e politico italiano.